# Szirmay András
Szirmay András (a XIX. századi történetírásban Endre) (Pazdics, 1656. június 18. – 1723. december 9. reggel 5 óra körül) Zemplén vármegyei birtokos nemes, a kuruc idők ismert személyisége.

## Családja
Szirmay Péter (1608–1658. december 30.), Zemplén vármegyei alispán és Keczer Anna (1615–1695. augusztus 9.) negyedik, legkisebb fia, Szirmay István, Miklós és Péter öccse. 1689. július 3-án, Garamszegen nőül vette királyfalvi Róth Juliannát (1670–1733), Róth János besztercebányai főbíró és Ernestin Zsuzsanna leányát, Kürtössy István esztergomi kapitány özvegyét. Az asszony előző házasságából való leányon, Kürtössy Erzsébeten kívül 14 gyermekük született:
- Zsuzsanna (*1690. szeptember 24., †szeptember 29.)
- Menyhért (*1691. szeptember 23.)
- Klára (*1693. május 22., †június 27.)
- András (*1694. augusztus 17., †1762)
- Julianna (*1696. január 12., †április 8.)
- Ádám (*1697. március 3., †1751)
- Borbála (*1698. június 27., †1699. november)
- Anna (*1699. október 30., †1703. március)
- László (*1701. január 1., †1776?)
- Imre (*1702. augusztus 23., †1776)
- Sándor (*1704. május 12., †1776)
- Terézia (*1703. szeptember 24.)
- Jób (*1706. december 31., †1709. február 28.)
- József (*1708. szeptember 16.)

## Élete
1667-1670 között Thököly Imre iskolatársa az eperjesi evangélikus gimnáziumban, majd több évig hadiépítészeti tanulmányokat folytatott Odera-Frankfurtban. Hazatérve 1678-1680 között Kálmánczay Istvánnak, Abaúj vármegye alispánjának írnoka.
1681-ben részt vett a soproni országgyűlésen, majd csatlakozott Thököly Imréhez a felkelt kurucok táborában. 1682. július 20-án Thököly serege a Szirmay András vezette merész támadásnak köszönhetően vette be a kassai várat, amelynek eredményeképpen augusztus 14-én a város is Thököly birtokába került. Thököly jutalmul a szepesi kamara tanácsosává és később a kuruc sereg tüzérségi főnökévé nevezte ki.
A felkelés bukásakor, 1685. októberében követte Thökölyt Nagyváradra, a török pasa azonban őt nem fogatta el, csak Thököly Imrét. A várost szabadon elhagyó, de tanácstalanná vált Szirmayt nem sokkal később a császáriak elfogták. Az egész 1686-os esztendőt fogságban töltötte, és szabadulása után, 1687-ben hűségesküt is kellett tennie.
Az 1690-es években Zemplén vármegyében viselt hivatali tisztséget, 1697-től Felső-Magyarország kamarai pénztárnoka.
1704-ben csatlakozott II. Rákóczi Ferenc szabadságharcához, amely alatt Zemplén vármegye alispánja volt. 1705-ben, a szécsényi országgyűlésen szenátorrá is megválasztották, de gróf Bercsényi Miklóssal való szóváltása miatt le kellett köszönnie tisztségéről. (A helyére telekesi Török István dunántúli köznemest választották meg.) Az ónodi országgyűlésen özvegy Homonnai Drugeth Zsigmondné Keglevics Terézia ablegátusaként vett részt.
1708. március 3-án a kuruc felsőbíróság, az Ítélőtábla elnökévé választották. 1711 elején meghódolt a császáriaknak.

## Külső hivatkozások
- Angyal Dávid: Késmárki Thököly Imre, I-II. kötet. Budapest, 1888-1889.

1. ↑  Magyar életrajzi lexikon. Magyar életrajzi lexikon . Akadémiai Kiadó, 1967